# Ervin Mészáros
Ervin Mészáros, född 2 april 1877 i Budapest, död 21 maj 1940 i Budapest, var en ungersk fäktare.
Mészáros blev olympisk guldmedaljör i sabel vid sommarspelen 1912 i Stockholm.